# Puńsk (gromada)
Puńsk – dawna gromada, czyli najmniejsza jednostka podziału terytorialnego Polskiej Rzeczypospolitej Ludowej w latach 1954–1972.
Gromady, z gromadzkimi radami narodowymi (GRN) jako organami władzy najniższego stopnia na wsi, funkcjonowały od reformy reorganizującej administrację wiejską przeprowadzonej jesienią 1954 do momentu ich zniesienia z dniem 1 stycznia 1973, tym samym wypierając organizację gminną w latach 1954–1972.
Gromadę Puńsk z siedzibą GRN w Puńsku utworzono – jako jedną z 8759 gromad – w powiecie suwalskim w woj. białostockim, na mocy uchwały nr 23/V WRN w Białymstoku z dnia 4 października 1954. W skład jednostki weszły obszary dotychczasowych gromad Puńsk I, Puńsk II, Giłujsze, Kalinowo, Kompocie, Krejwiany, Ogórki, Oszkinie, Szlinokiemie, Szołtany, Trakiszki, Trompole i Wołyńce ze zniesionej gminy Puńsk w tymże powiecie. Dla gromady ustalono 19 członków gromadzkiej rady narodowej.
1 stycznia 1956 roku gromadę włączono do reaktywowanego powiatu sejneńskiego.
1 stycznia 1958 do gromady Puńsk przyłączono wieś Wojciuliszki z gromady Sadzawki w powiecie suwalskim.
1 stycznia 1972 do gromady Puńsk przyłączono wsie Buraki i Przystawańce ze znoszonej gromady Widugiery.
Gromada przetrwała do końca 1972 roku, czyli do kolejnej reformy gminnej. Z dniem 1 stycznia 1973 roku reaktywowano gminę Puńsk.